# Pedro de Bruys
Pedro de Bruys (também conhecido como Pierre De Bruys ou Peter de Bruis, fl. 1117 - c.1135) foi um sacerdote católico que pregava doutrinas que iam contra as crenças da Igreja Católica. Rejeitava o batismo de crianças ,e preferia batizar os adultos, condenava a eucaristia e as liturgias como a missa e a oração para os defuntos. Além disso, opunha-se fortemente à adoração da cruz: para ele, a partir do momento em que ela foi instrumento da morte de Jesus, os cristãos deveriam odiá-la, em vez de venerá-la. Ele e seus seguidores foram acusados de profanar igrejas e queimar cruzes.Morreu queimado vivo por volta de 1135. A informação disponível sobre Pedro de Bruys vem de duas fontes, um tratado de Pedro, o Venerável contra seus seguidores e uma passagem escrita por Pedro Abelardo.

## Vida e doutrina

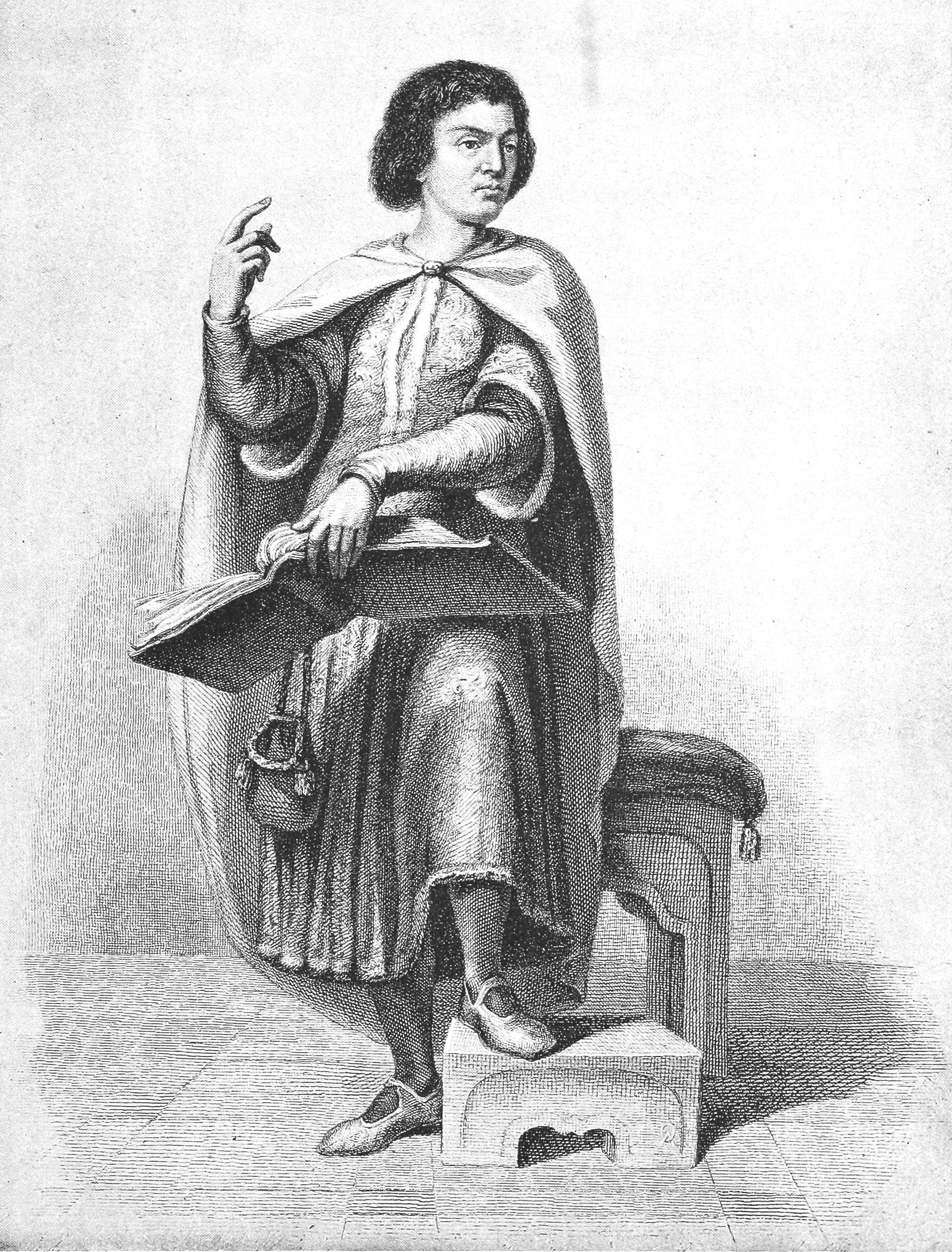
Tanto Pedro, o Venerável como Pedro Abelardo (na imagem) criticaram as doutrinas de Pedro de Bruys.

Fontes sugerem que Pedro nasceu em Bruis, no sudeste da França. Em seus primeiros anos, nada se sabe, apenas que era um padre católico que foi destituído de seu trabalho para ensinar as doutrinas ortodoxas. Ele começou a pregar em Dauphiné e Provença, provavelmente entre 1117 e 1120. Os bispos das dioceses próximas de Embrun, Die e Gap proibiram os seus ensinamentos em suas jurisdições. Apesar da repressão governamental, as doutrinas de Pedro ganharam adeptos em Narbona, Toulouse e na Gasconha.
Pedro de Bruys admitiu que a autoridade dos Evangelhos em sua interpretação literal. O restante do Novo Testamento, parece ter sido considerado inútil, pois Pedro duvidou da sua origem apostólica. Relegadas as epístolas do Novo Testamento como um valor secundário, não vinham de Jesus Cristo, mas de homens não de origem divina.
Ele rejeitou o Antigo Testamento, a autoridade dos Padres da Igreja, da própria Igreja Católica. O seu desprezo pela Igreja estendia também para o clero. Pedro de Bruys pregou o exercício da violência física contra os padres e monges, pregando que foram atendidos pelos seus seguidores, conhecidos como petrobrussianos. Os Petrobrussianos também eram contra o celibato clerical.